# Rita Gerle
Rita Gerle, död efter 1784, var en spansk textilfabrikant. Hon drev ett sidentryckeri i Barcelona, och blev 1784 den första kvinna i Spanien att få lagligt tillstånd att arbeta som sidentryckare.  
Hon var dotter till Gerle, en ämbetsman för det spanska handelskollegiet.  Hon gifte sig med Josep Lavila, lärling till Isidro Catala, som uppfann tekniken att trycka mönster på siden.  Hennes make grundade 1771 en fabrik för sidentryck i Barcelona, som då var Spaniens kanske största kommersiella centrum.  Hon lärde sig hantverket av honom.  När maken insjuknade och inte kunde driva fabriken vidare, tog hon över verksamheten.  År 1783 ansökte hon hos spanska handelskollegium om tillstånd för att driva fabriken i eget namn. Hennes ansökan var inte framgångsrik och hon tvingades utnämna sin svärson Raimon Boladeres till föreståndare för sin fabrik, men han stoppades på grund av att han saknade formell utbildning.  
I oktober 1784 upprepade hon sin ansökan, sedan hennes far i egenskap av representant för handelskollegiet hade varnat henne för att hon kunde bötfällas om hon fortsatte verksamheten. I sin petition påpekade hon att hennes verksamhet som sidentryckare var laglig enligt kungens dekret från 1779, där alla yrken som kunde ses som passande för kvinnor blivit laglig för dem.  Det är okänt hur detta dekret i realiteten påverkade yrkeskvinnor i Spanien, eftersom det tycks ha varit okänt för de flesta och de kvinnor som ansökte hos myndigheterna om yrkestillstånd fortsatte att göra det genom att hänvisa till behovet att försörja sina barn och sin änkestatus: Rita Gerle var därmed ovanlig genom att hänvisa till den. Hon påpekade också att många andra kvinnor i Barcelona, främst Francisca och Isabel Abril, som var berömda för sina sidentryck, var verksamma inom yrket.  Trots att det fanns andra kvinnor verksamma inom detta yrke, hade ingen kvinna lagligt tillstånd att arbeta som en sådan (systrarna Abril drev sin verksamhet illegalt, bötfälldes gång på gång och flyttade sin fabrik varje gång). En silkestryckare måste enligt reglerna godkännas efter en två år lång lärlingsperiod och efter att ha passerat ett test av en mästare. Hon begärde att Isidro Catala, silkestryckets uppfinnare, skulle examinera henne. Catala var möjligen släkt med hennes make, som undervisat henne. Handelskollegiet godkände hennes begäran, och hon passerade examinationen.  Hon blev sedan den första kvinnan i Spanien med lagligt tillstånd att utöva sidentryckaryrket. Hon fick dock inte titeln fabrikant, som en man, utan titeln "Godkänd Mästarinna", som hittades på för hennes skull. 